# Nanolpium nitens
Nanolpium nitens är en spindeldjursart som först beskrevs av Albert Tullgren 1908.  Nanolpium nitens ingår i släktet Nanolpium och familjen Olpiidae. Inga underarter finns listade i Catalogue of Life.